# XHIMER-FM
Opus 94 cuyo indicativo es XHIMER-FM, es una emisora de radio de música clásica que emite desde la Ciudad de México en la frecuencia de 94.5 MHz de la banda de frecuencia modulada con 100 kW de potencia. Pertenece al Instituto Mexicano de la Radio (IMER) y es junto a Radio UNAM, difusora de música de concierto.

## Historia
Inició transmisiones en la frecuencia 710 kHz de la amplitud modulada en 1984. El Instituto Politécnico Nacional (IPN) cedió en 1986 a la Secretaría de Educación Pública los derechos de la frecuencia con el fin de mudar a Radio Educación al FM, lo cual no ocurrió sino hasta 2018. El 5 de junio de 1986, Opus 94.5 fue cambiada a FM donde se encuentra desde entonces. En 1991 obtuvo permiso para incrementar de 50 kW a 100 kW de potencia, lo cual no fue posible sino hasta 1999.
Sus contenidos están centrados en la música clásica o académica, con programación variada como programas temáticos basados en ensambles corales, óperas y transmisión de conciertos en recintos como la Sala Nezahualcóyotl de la Universidad Nacional Autónoma de México. Comenzó a difundir su señal en internet en 2007, e hizo la reconversión de su señal a HD Radio en 2012. El canal HD2 de la frecuencia retransmite el contenido de La B Grande de México, el HD3 está dedicado al jazz.
Entre los colaboradores que están o han estado en la radiodifusora se encuentran: Alicia Zendejas, Javier Platas Jaramillo, Ernesto de la Peña, José Luis Cuevas, Eduardo Lizalde, Terry Guerrero, Arturo Arévalo, Luis Gerardo Zavala Garrido, Nancy Barrales, Miguel Sánchez Rojas, Adolfo Castañón, Erick Zermeño, Liliana Mascareñas, Lucas Hernández Bico, Jorge Córdoba Valencia, Sergio Vela,entre otros.

## Programación
| HORARIO – CARTA PROGRAMÁTICA – OPUS 94.5FM | HORARIO – CARTA PROGRAMÁTICA – OPUS 94.5FM | HORARIO – CARTA PROGRAMÁTICA – OPUS 94.5FM | HORARIO – CARTA PROGRAMÁTICA – OPUS 94.5FM | HORARIO – CARTA PROGRAMÁTICA – OPUS 94.5FM | HORARIO – CARTA PROGRAMÁTICA – OPUS 94.5FM | HORARIO – CARTA PROGRAMÁTICA – OPUS 94.5FM | HORARIO – CARTA PROGRAMÁTICA – OPUS 94.5FM | HORARIO – CARTA PROGRAMÁTICA – OPUS 94.5FM |
| Horario                                    | Lunes                                      | Martes                                     | Miércoles                                  | Jueves                                     | Viernes                                    | Sábado                                     | Domingo                                    | Horario                                    |
| 00:00 00:02                                | Himno Nacional                             | Himno Nacional                             | Himno Nacional                             | Himno Nacional                             | Himno Nacional                             | Himno Nacional                             | Himno Nacional                             | 00:00 00:02                                |
| 00:02 06:00                                | Música                                     | Música                                     | Música                                     | Música                                     | Música                                     | Música                                     | Música                                     | 00:02 06:00                                |
| 06:00 06:02                                | Himno Nacional                             | Himno Nacional                             | Himno Nacional                             | Himno Nacional                             | Himno Nacional                             | Himno Nacional                             | Himno Nacional                             | 06:00 06:02                                |
| 06:02 09:00                                | Todas las mañanas                          | Todas las mañanas                          | Todas las mañanas                          | Todas las mañanas                          | Todas las mañanas                          | Todas las mañanas                          | Todas las mañanas                          | 06:02 09:00                                |
| 09:00 10:00                                | Todas las mañanas                          | Todas las mañanas                          | Todas las mañanas                          | Todas las mañanas                          | Todas las mañanas                          | Historia en Vivo                           | Música para Dios                           | 09:00 10:00                                |
| 10:00 11:00                                | Ciclos musicales                           | Ciclos musicales                           | Ciclos musicales                           | Ciclos musicales                           | Ciclos musicales                           | Lo que son, conciertos lo que son          | Música para Dios                           | 10:00 11:00                                |
| 11:00 11:57                                | Ciclos musicales                           | Ciclos musicales                           | Ciclos musicales                           | Ciclos musicales                           | Ciclos musicales                           | Música                                     | Historia para todos                        | 11:00 11:57                                |
| 11:57 12:00                                | Corte informativo                          | Corte informativo                          | Corte informativo                          | Corte informativo                          | Corte informativo                          | Corte informativo                          | Corte informativo                          | 11:57 12:00                                |
| 12:00 12:30                                | Hoy en la música                           | Hoy en la música                           | Hoy en la música                           | Hoy en la música                           | Hoy en la música                           | Hoy en la música                           | Música                                     | 12:00 12:30                                |
| 12:30 14:00                                | Hoy en la música                           | Hoy en la música                           | Hoy en la música                           | Hoy en la música                           | Hoy en la música                           | Hoy en la música                           | Temporada de orquestas sinfónicas          | 12:30 14:00                                |
| 14:00 14:05                                | Contrapunto con: Eduardo Lizalde           | Contrapunto con: Eduardo Lizalde           | Contrapunto con: Eduardo Lizalde           | Contrapunto con: Eduardo Lizalde           | Contrapunto con: Eduardo Lizalde           | Contrapunto con: Eduardo Lizalde           | Música                                     | 14:00 14:05                                |
| 14:05 15:00                                | Música                                     | Música                                     | Música                                     | Música                                     | Música                                     | Música                                     | Música                                     | 14:05 15:00                                |
| 15:00 15:30                                | Música                                     | Música                                     | Audiencias IMER                            | Música                                     | Música                                     | Música                                     | Música                                     | 15:00 15:30                                |
| 15:30 16:57                                | Música                                     | Música                                     | Música                                     | Música                                     | Música                                     | Música                                     | Música                                     | 15:30 16:57                                |
| 16:57 17:00                                | Corte informativo                          | Corte informativo                          | Corte informativo                          | Corte informativo                          | Corte informativo                          | Corte informativo                          | Corte informativo                          | 16:57 17:00                                |
| 17:00 18:00                                | Sesiones Opus                              | Sesiones Opus                              | En forma de concierto                      | En forma de concierto                      | En forma de concierto                      | Notas y claves                             | La ópera en el tiempo                      | 17:00 18:00                                |
| 18:00 19:00                                | En forma de concierto                      | En forma de concierto                      | En forma de concierto                      | En forma de concierto                      | En forma de concierto                      | Música                                     | La ópera en el tiempo                      | 18:00 19:00                                |
| 19:00 20:00                                | Música encantada                           | La otra versión                            | Incidental                                 | Bajo Continúo                              | Acordeorama                                | Música por descubrir                       | La ópera en el tiempo                      | 19:00 20:00                                |
| 20:00 20:30                                | Homenajes                                  | La otra versión                            | Horizontes de nuestra música               | Acentos                                    | Fouette                                    | Música                                     | Música                                     | 20:00 20:30                                |
| 20:30 21:00                                | Homenajes                                  | La otra versión                            | Letras y voces de la academia              | Música                                     | Fouette                                    | Música                                     | Música                                     | 20:30 21:00                                |
| 21:00 21:57                                | Música                                     | Quien es quien en la historia de la música | Memorias y presencias                      | Viva la ópera                              | Brasil alma lírica                         | Música                                     | Música                                     | 21:00 21:57                                |
| 21:57 22:00                                | Corte informativo                          | Corte informativo                          | Corte informativo                          | Corte informativo                          | Corte informativo                          | Corte informativo                          | Corte informativo                          | 21:57 22:00                                |
| 22:00 22:30                                | Enclave nocturno                           | Enclave nocturno                           | Enclave nocturno                           | Enclave nocturno                           | Enclave nocturno                           | Enclave nocturno                           | La hora nacional                           | 22:00 22:30                                |
| 22:30 23:00                                | Enclave nocturno                           | Enclave nocturno                           | Enclave nocturno                           | Enclave nocturno                           | Enclave nocturno                           | Enclave nocturno                           | Luces de la ciudad                         | 22:30 23:00                                |
| 23:00 24:00                                | Enclave nocturno                           | Enclave nocturno                           | Enclave nocturno                           | Enclave nocturno                           | Enclave nocturno                           | Enclave nocturno                           | Música                                     | 23:00 24:00                                |
| ------------------------------------------ | ------------------------------------------ | ------------------------------------------ | ------------------------------------------ | ------------------------------------------ | ------------------------------------------ | ------------------------------------------ | ------------------------------------------ | ------------------------------------------ |

| Predecesor: UAM Radio XHUAM-FM 94.1 MHz | Emisoras de radio en frecuencia modulada de la Ciudad de México Opus 94 XHIMER-FM 94.5 MHz | Sucesor: Amor XHSH-FM 95.3 MHz |